# Herre, fördölj ej ditt ansikte för mig
Herre, fördölj ej ditt ansikte för mig är en psalmtext av Lina Sandell-Berg. Texten bygger på Psaltaren 27:9 och har sex 4-radiga verser.
Enligt uppgift i Sionstoner 1889 och Hemlandssånger 1891 så sjungs psalmen till en finsk folkmelodi.
Samma melodi används också till sångerna Jesus, som farit dit upp till Guds himmel, Seklernas väkter så dröjande skria och Se ej till skummande vinet i bägarn. Sången ska sjungas i 4/4-dels takt något långsamt.

## Publicerad som
- Nr 323 i Sionstoner 1889
- Nr 446 i Nya Pilgrimssånger 1892 under rubriken "Bönesånger".
- Nr 453 i Hemlandssånger 1891 under rubriken "Hoppet".
- Nr 386 i Svenska Missionsförbundets sångbok 1920 under rubriken "Bönesånger".
- Nr 633 i Sionstoner 1935 under rubriken "De kristnas hopp. Pilgrims- och hemlandssånger"
- Nr 317 i Guds lov 1935 under rubriken "Erfarenheter på trons väg"
- Nr 67 i Sions Sånger 1951
- Nr 220 i Sions Sånger 1981 under rubriken "Längtan till hemlandet".
- Nr 590 i Lova Herren 1988 under rubriken "Guds barn i bön och efterföljelse".